# セク・コネ
セク・コネ（Sékou Koné,
2006年2月3日 - ）は、マリ出身のサッカー選手。ポジションはミッドフィールダー。

## 経歴
マリのJMGアカデミーでトレーニングを積み、その後グイダーズFCと契約した。

## 代表歴
2023年のアフリカ U-17ネイションズカップ、FIFA U-17ワールドカップにマリ代表で出場した。

## プレースタイル
主に守備的ミッドフィールダーを務め、守備力やボール奪取スキル、豊富なスタミナが評価されている。
爆発的でエネルギッシュなプレーから、マンチェスター・シティFCなどで活躍したヤヤ・トゥーレと比較されている。

## タイトル

### 個人
- FIFA U-17ワールドカップ ベストイレブン：2023